# Militärflugplatz Prag-Kbely

i8
i11
i13
Der Militärflugplatz Prag-Kbely (tschechisch Vojenské Letiště Praha Kbely, ICAO-Code: LKKB) ist ein militärischer Flugplatz im Nordosten der tschechischen Hauptstadt Prag auf der Gemarkung der Ortschaften Kbely, Hloubětín und Vysočany.
Derzeit dient er den tschechischen Luftstreitkräften als Stützpunkt der 24. Fliegerbasis „T. G. Masaryk“, zu der auch die Flugzeuge der Flugbereitschaft des tschechischen Verteidigungsministeriums gehören.
Der Flugplatz Kbely befindet sich nur wenig südlich des Flugplatzes Prag-Letňany, der u. a. durch das Auftreten von Zieseln bekannt wurde.

## Geschichte
Das Plateau zwischen den Ortschaften Kbely, Letňany und am Rande von Vysočany wurde im November 1918 für den Bau eines Flugplatzes ausgewählt. Hier wurden einige Gebäude und Tuchhangars errichtet, und bereits im Dezember 1918 starteten die ersten Flugzeuge. Dies war der erste vollwertige Flugplatz, der nach dem Ersten Weltkrieg auf tschechischem Territorium errichtet wurde. Davor existierte nur der Flugplatz Eger in Westböhmen, welcher noch während der Zeit der Donaumonarchie gebaut worden war, sowie ein provisorischer Flugplatz auf einem Feld nahe Strašnice im Osten von Prag. Der Flugplatz wurde mehr und mehr zum Herz der tschechoslowakischen Luftfahrt, bis diese Funktion der 1937 eröffnete Flughafen Praha-Ruzyně übernahm.
Im Jahr 1927 wurden die Motorradrennen um die Tschechoslowakische TT auf dem Flughafengelände ausgetragen, ein Jahr später der Große Preis der Tschechoslowakei für Motorräder. 1928 wurde der Wasserturm erbaut, der auch als Leuchtfeuer mit einer Helligkeit von einer Million Candela diente. 1929 wurde hier das 6. Bomberregiment stationiert. 1933 wurde der erste große Militärflugtag begangen. Erstmals in der Tschechoslowakei waren Kunstflugstaffeln zu sehen. 1936 nahmen am Flugtag 200 Flugzeuge teil und es kamen 250.000 Zuschauer.
Am Ende der 1930er Jahre wurden Flugplatz und Flugzeuge auf die Okkupation durch Deutschland vorbereitet. Zu diesem Zeitpunkt waren 1938 in Kbely das mit B-534 ausgerüstete 4. Jagdfliegerregiment und das 6. Fliegerregiment mit Bomben- und Aufklärungsflugzeugen der Typen B-71 und A-101 beheimatet. Der Flugplatz war eines der ersten besetzten Objekte in Böhmen. Die Flugzeuge fielen in deutsche Hände, die Piloten gingen in den ausländischen Widerstand.
Ab Juli 1939 war der Platz mit einer Fliegerhorstkommandantur der Luftwaffe der Wehrmacht belegt. Die deutsche Bezeichnung war Fliegerhorst Prag-Gbell. Neben einer Reihe von Flugzeugführerschulen und Ausbildungskommandos waren auch reguläre fliegende Verbände hier zeitweise stationiert. Die folgende Tabelle zeigt die vollständige Auflistung aller fliegenden aktiven Einheiten (ohne Schulverbände) die hier zwischen 1939 und 1945 stationiert waren.
| Von          | Bis          | Einheit                                                         | Ausrüstung                                |
| ------------ | ------------ | --------------------------------------------------------------- | ----------------------------------------- |
| April 1939   | April 1939   | I./KG 153 (I. Gruppe des Kampfgeschwaders 153)                  | Junkers Ju 86, Dornier Do 17              |
| Mai 1939     | Oktober 1939 | Stab, I./KG 77                                                  | Dornier Do 17Z                            |
| April 1944   | Juni 1944    | Stab, I./ZG 76 (Stab und I. Gruppe des Zerstörergeschwaders 76) | Messerschmitt Me 410A-1                   |
| April 1944   | Juli 1944    | II./ZG 76                                                       | Messerschmitt Me 410A-1                   |
| Oktober 1944 | Februar 1945 | Stab/KG(J) 6                                                    | Messerschmitt Bf 109G                     |
| Oktober 1944 | April 1945   | I., II./KG(J) 6                                                 | Messerschmitt Bf 109G                     |
| Februar 1945 | April 1945   | Stab, I./KG(J) 30                                               | Messerschmitt Bf 109G                     |
| April 1945   | April 1945   | 1./Aufklärungsgruppe 122                                        | Messerschmitt Me 410B-3, Junkers Ju 88T-3 |
| April 1945   | April 1945   | I./TG 3 (I. Gruppe des Transportgeschwaders 3)                  | Junkers Ju 52/3m                          |

Die Royal Air Force flog Luftangriffe auf Kbely, deren massivster am 25. März 1945 stattfand. Während des Prager Aufstands wurden die Flugzeuge sabotiert, um den Deutschen keine Flucht zu ermöglichen. Hierher kehrten auch die Legionäre aus der Sowjetunion und aus Großbritannien zurück. Nach dem Zweiten Weltkrieg wurde der Flugplatz rekonstruiert und wieder seiner ursprünglichen Bestimmung als Militärflugplatz zurückgegeben.

## Heutige Nutzung
Seit Juli 1994 dient als Stützpunkt der Transportflugzeuge der Tschechischen Luftstreitkräfte, zunächst unter der Bezeichnung 6. Transportfliegerbasis und seit 1. Juli 2003 24. Fliegerbasis „T.G. Masaryk“. Ihr unterstehen drei fliegende Staffeln.
- 241. Staffel, VIP-Staffel, ausgerüstet mit zwei A319CJ, zwei Jak-40 und einer CL-601 für die Beförderung von Regierungsmitgliedern und Einheiten der tschechischen Armee im In- und Ausland
- 242. Staffel, ausgerüstet mit vier CASA C-295M und vier L-410UVP-E für diverse Transportaufgaben und die Durchführung von MedEvac-Einsätzen; hinzu kommen zwei spezielle L-410FG für Luftvermessungsaufgaben und Kalibrierung von Funktechnik auf Militärflugplätzen.
- 243. Staffel, Hubschrauberstaffel, ausgerüstet mit drei Mi-8S, eine Mi-8P, vier Mi-17 und etwa zehn W-3W Sokol. Von Letzteren sind drei für SAR-Aufgaben auf dem Flugplatz Plzeň-Líně basiert.[1]

Zum Flugplatzareal gehört auch noch das Tschechische Forschungs- und Erprobungsinstitut für Flugwesen (seit 1922) und das Luftfahrtmuseum Kbely (seit 1968).